# Carl Wilhelm Eysenhardt
Carl Wilhelm Eysenhardt (auch Carolus Guilielmus Eysenhardt, * 21. Januar 1794 in Berlin; † 24. Dezember 1825 in Königsberg) war ein deutscher Mediziner, Zoologe, Botaniker und Direktor des Botanischen Gartens in Königsberg.  Sein botanisches Autorenkürzel lautet „Eysenh.“

## Leben
Eysenhardt war der Sohn eines Berliner Kaufmanns und studierte ab 1812 an der Universität Berlin Medizin. 1813 diente er im Befreiungskrieg. 1818 wurde er zum Dr. der Medizin und Chirurgie promoviert.
Eysenhardt wirkte ab 1823 als außerordentlicher Professor der Naturgeschichte und Botanik sowie als Direktor des botanischen Gartens in Königsberg.
Er arbeitete mit Adelbert von Chamisso zusammen und ist gemeinsam mit ihm Erstbeschreiber verschiedener zoologischer Taxa. Sie beschrieben erstmals den Nereiden Nereis heteropoda Chamisso & Eysenhardt 1821 sowie die Gefleckte Wurmseegurke Synapta maculata Chamisso & Eysenhardt 1821.
Am 7. Februar 1820 wurde Carl Wilhelm Eysenhardt unter der Matrikel-Nr. 1165 mit dem akademischen Beinamen Marsilius I. zum Mitglied der Deutschen Akademie der Naturforscher Leopoldina gewählt.
Ihm zu Ehren wurde durch Karl Sigismund Kunth die Pflanzengattung Eysenhardtia Kunth 1824 aus der Familie der Hülsenfrüchtler benannt.

## Schriften
- De structura renum observationes microscopicae. Dissertatio Inauguralis, Petsch, Berolini 1818 Digitalisat.
- mit Adelbert von Chamisso: De animalibus quibusdam e classe Vermium Linnaeana, in circumnavigatione terrae, auspicante Comite N. Romanzoff, duce Ottone de Kotzebue, annis 1815–1818 peracta, observatis. Fasciculus secundus, reliquos vermes continens. Nova Acta Physico-Medica Academiae Caesariae Leopoldino-Carolinae Naturae Curiosorum, 10, 2, 1821, S. 343–374 Digitalisat
- Zur Anatomie und Naturgeschichte der Quallen. Nova Acta Physico-Medica Academiae Caesariae Leopoldino-Carolinae Naturae Curiosorum, 10, 2, 1821, S. 375–422 Digitalisat
- Über einige merkwürdige Lebenserscheinungen an Ascidien. Nova Acta Physico-Medica Academiae Caesariae Leopoldino-Carolinae Naturae Curiosorum, 11, 2, Eduard Weber, Bonn 1823, S. 249 Digitalisat
- De Accurata Plantarum Comparatione, Adnexis Observationibus In Floram Prussicam. Dissertatio Inauguralis, Regiomonti 1823 Digitalisat